# The Bad Wife
The Bad Wife es el primer álbum solista de la cantante estadounidense Julie Christmas. Fue lanzado a través de Rising Pulse Records el 9 de noviembre de 2010, producido por Andrew Schneider. La canción "July 31st" aparece en los créditos finales de la película Wrong Turn at Tahoe.

## Lista de canciones
Todas las canciones escritas y compuestas por Julie Christmas excepto las enumeradas. 
| N.º | Título                                                  | Duración |  |
| 1.  | «July 31st»                                             | 5:45     |  |
| 2.  | «If You Go Away» (Jacques Brel, Rod McKuen)             | 4:53     |  |
| 3.  | «Bow»                                                   | 4:26     |  |
| 4.  | «Secrets All Men Keep (Salt Bridge, Part II)»           | 4:44     |  |
| 5.  | «Six Pairs of Feet and One Pair of Legs»                | 4:22     |  |
| 6.  | «Headless Hawks»                                        | 5:46     |  |
| 7.  | «The Wigmaker’s Widow»                                  | 4:40     |  |
| 8.  | «I Just Destroyed the World» (Willie Nelson, Ray Price) | 2:13     |  |
| 9.  | «When Everything is Green»                              | 5:02     |  |